# Tranvia Savona-Vado Ligure
La tranvia Savona-Vado Ligure era un collegamento extraurbano che comprendeva un'intensificazione urbana all'interno di Savona; tale linea fu attiva dal 1912 al 1948, periodo durante il quale le zone servite furono oggetto di forti mutamenti economico-politici che penalizzarono costantemente il servizio, frustrando gli originari progetti di espansione dello stesso.

## Storia

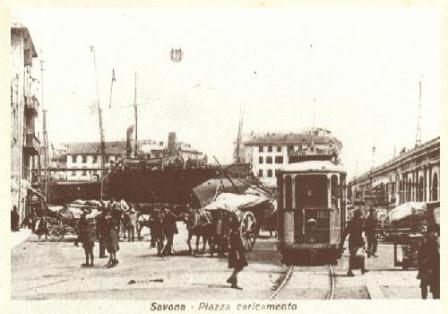
Piazza Caricamento

Con apposite deliberazioni dei Consigli comunali di Savona e Vado Ligure, approvate dalla Giunta provinciale con delibera n. 812, si diede il via alla concretizzazione di un progetto a lungo discusso per la realizzazione di una rete tranviaria, che aveva visto confrontarsi sostenitori dell'iniziativa privata e fautori dell'intervento diretto da parte delle municipalità.
Nel dettaglio, tale progetto prevedeva una rete composta dalle seguenti linee, da costruirsi a scartamento metrico:
- piazza Caricamento-frazione Fornaci
- circolare urbana con capolinea in piazza Leon-Pancaldo
- Savona-borgata Lavagnola

La costruzione e l'esercizio di tale rete, la cui concessione venne approvata con decreto ministeriale n. 1471 del 12 ottobre 1913, vennero affidate alla Società Tramvie Elettriche Savonesi (STES), appositamente costituita il 1º marzo 1911 con capitali locali e partecipata dalla Siderurgica di Savona, azienda collegata alla Alti Forni e Acciaierie e Fonderie di Terni, dalla Società Italiana Westinghouse, che aveva sede negli attuali stabilimenti Bombardier Transportation di Vado Ligure, dalla Società di lavorazione Carboni Fossili e dalla Società Elettrica Negri, emanazione della Edison. Il capitale sociale era formato da 2.000.000 ₤ diviso in 20.000 azioni da 100 ₤ cadauna.

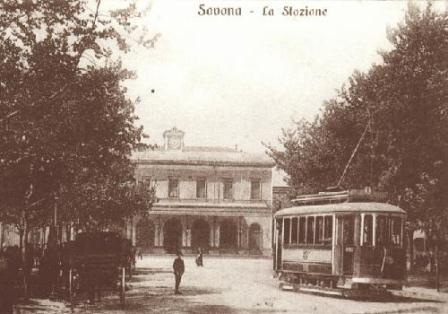
Tram davanti alla stazione Letimbro

Il servizio regolare venne inaugurato il giorno 11 maggio 1912 sulla relazione interurbana Savona-Porto Vado, lunga 8,990 km, assicurando i collegamenti con il nascente polo industriale.
Il traffico passeggeri iniziò un periodo di costante ascesa che impose nel 1913 di richiedere l'autorizzazione alla circolazione di convogli costituiti da 3 vetture.
Gli eventi legati alla prima guerra mondiale e la successiva crisi economica penalizzarono i bilanci della STET, imponendo riduzioni al servizio e cancellando i progetti di estensione verso Noli. Il 1º aprile 1922 il servizio tranviario venne sospeso e riattivato solo in agosto a seguito di una diffida da parte del Comune.
Con nuova deliberazione del 21 maggio 1924 venne modificato l'atto di concessione per l'uso del suolo da parte della tranvia, più favorevole alla STES
Nel novembre 1936 la STES deliberò di conferire il proprio ramo di esercizio di trasporti automobilistici, che nel frattempo era nato quale attività collaterale, alla Società Italiana per le Filovie Elettriche (SIPE), rinunciando nel contempo a ogni forma di concorrenza con la stessa sulle relazioni operate.
|  | Unknown route-map component "uexKBHFa" |

|  | Unknown route-map component "uexHST" |

|  | Unknown route-map component "uexHST" |

|  | Unknown route-map component "uexHST" |

|  | Unknown route-map component "uexHST" |

|  | Unknown route-map component "uexBHF" |

|  | Unknown route-map component "uexHST" |

|  | Unknown route-map component "uexHST" |

|  | Unknown route-map component "uexHST" |

|  | Unknown route-map component "uexHST" |

|  | Unknown route-map component "uexHST" |

|  | Unknown route-map component "uexBHF" |

|  | Unknown route-map component "uexHST" |

|  | Unknown route-map component "uexHST" |

|  | Unknown route-map component "uexBHF" |

|  | Unknown route-map component "uexHST" |

|  | Unknown route-map component "uexHST" |

|  | Unknown route-map component "uexHST" |

|  | Unknown route-map component "uexBHF" |

|  | Unknown route-map component "uexHST" |

|  | Unknown route-map component "uexHST" |

|  | Unknown route-map component "uexHST" |

|  | Unknown route-map component "uexHST" |

|  | Unknown route-map component "uexBHF" |

|  | Unknown route-map component "uexHST" |

|  | Unknown route-map component "uexHST" |

|  | Unknown route-map component "uexHST" |

|  | Unknown route-map component "uexHST" |

|  | Unknown route-map component "uexBHF" |

|  | Unknown route-map component "uexKBHFe" |

Nel 1942 la SITA entrò nel capitale STES, determinando un orientamento favorevole al progressivo disimpegno dall'esercizio tranviario a favore del trasporto su gomma.
La seconda guerra mondiale provocò anch'essa gravi ripercussioni sulla tranvia savonese il cui esercizio, dopo i bombardamenti del 1944, dovette essere nuovamente sospeso per essere poi parzialmente ripristinato nel 1946, riutilizzando il percorso circolare urbano.
I risultati economici per la STES, ormai impossibilitata ad effettuare investimenti, e la mancata volontà da parte del settore pubblico di mantenere il servizio tranviario ne decretarono la chiusura: l'ultima corsa avvenne il 4 marzo 1948.

## La rete
A parziale modifica degli itinerari inaugurati, nel 1913 vennero adeguati i punti d'incrocio nella circolare urbana, così da consentire un incremento di frequenza delle corse immettendo altresì in servizio una vettura dedicata unicamente a tale relazione; nel dettaglio venne attuato il prolungamento del binario d'incrocio da corso Colombo verso via XX Settembre, con contestuale eliminazione di quello di piazza Caricamento
In attesa dell'autorizzazione alla posa in opera dei binari tranviari sul neocostruito corso Ricci, nel 1929 la STES richiese e ottenne in seguito di effettuare il raddoppio del binario sulla tratta Savona-Fornaci, lungo corso Colombo e via XX Settembre, migliorando con ciò frequenze e percorrenze. L'anno successivo fu la volta del tratto Fornaci-via Corsi, che consentì di modificare l'itinerario urbano sopprimendo il servizio circolare; contestualmente venne realizzata la nuova sottostazione elettrica di trasformazione, mentre continuò a non vedere la cantierizzazione la pur progettata tranvia per Lavagnola prevista dalla concessione originaria.
Nella sua interezza, la linea partiva dall'allora piazza Vado, presso il porto, servendo la stazione ferroviaria, proseguendo lungo la strada statale 1 Aurelia, servendo dunque la popolosa area industriale e gli adiacenti stabilimenti balneari.
Oltrepassato l'attraversamento del Letimbro la linea piegava verso la stazione di Savona Letimbro e descrivendo l'itinerario 
circolare urbano che veniva servito, in senso inverso rispetto ai convogli extraurbani, da una vettura dedicata al cosiddetto "servizio città".

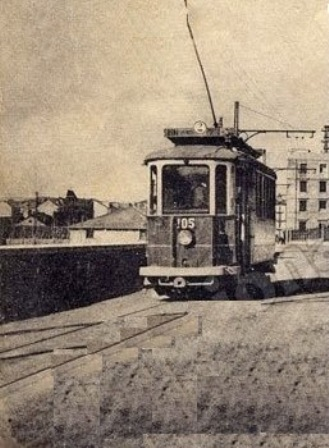
Vettura n. 105

## Materiale rotabile
Il materiale rotabile del parco STES costituiva un parco omogeneo, essendo frutto di due successive ordinazione susseguitesi a breve distanza, la seconda delle quali avvenne nel 1913 allorquando la STES acquistò ulteriori 2 motrici e 4 rimorchi.
Lo schema di verniciatura delle vetture risultò caratteristico ed elegante, con l'utilizzo dei colori cittadini per le casse, rosse con fascia bianca, in seguito trasformate in uno schema uniforme bianco su cui risaltavano in rosso i loghi STES.
La numerazione delle elettromotrici, del tipo bidirezionale a 2 assi, era progressiva a partire da 101, mentre i rimorchi erano immatricolati da 11 in poi.

## Galleria d'immagini

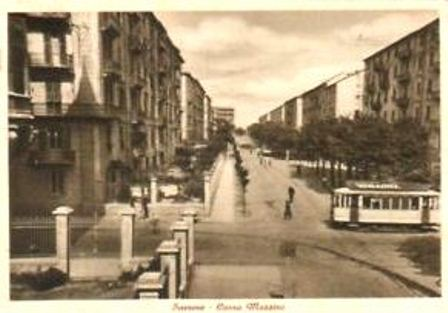
Corso Mazzini
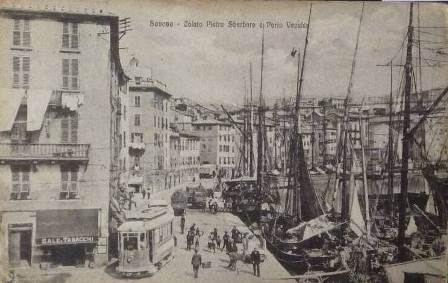
Darsena
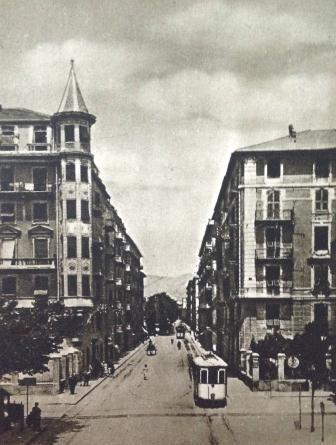
Via XX Settembre
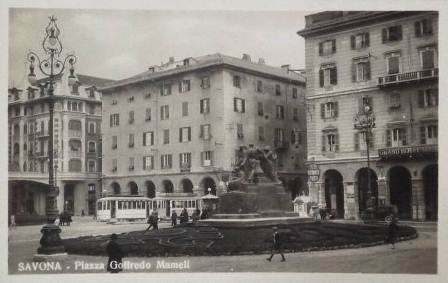
Piazza Mameli
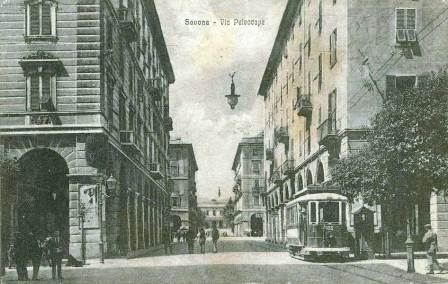
Via Paleocapa